# Zipper Catches Skin
Zipper Catches Skin – studyjny album Alice Coopera z 1982 roku.

## Lista utworów
1. Zorro's ascent – 3:56
2. Make that money (Scrooge's song) – 3:30
3. I am the future – 3:29
4. No baloney homosapiens – 5:06
5. Adaptable (anything for you) – 2:56
6. I like girls – 2:25
7. Remarkably insincere – 2:07
8. Tag, you're it – 2:54
9. I better be good – 2:48
10. I'm alive (that was the day my dead pet returned to save my life) – 3:14

## Skład
- Alice Cooper – śpiew i instrumenty klawiszowe
- Erik Scott – gitara basowa
- Jan Uvena – instrumenty perkusyjne
- John Nitzinger – gitara
- Richard Wagner – gitara
- Mike Pinera – gitara
- Billy Steele – gitara
- Duane Hitchings – instrumenty klawiszowe
- Craig Krampf – instrumenty perkusyjne
- Franie Golde – chórki
- Joanne Harris – chórki
- Flo & Eddie – chórki

gość specjalny: Patty Donahue – chórki i  sarkazm